# Mont-de-Marsan

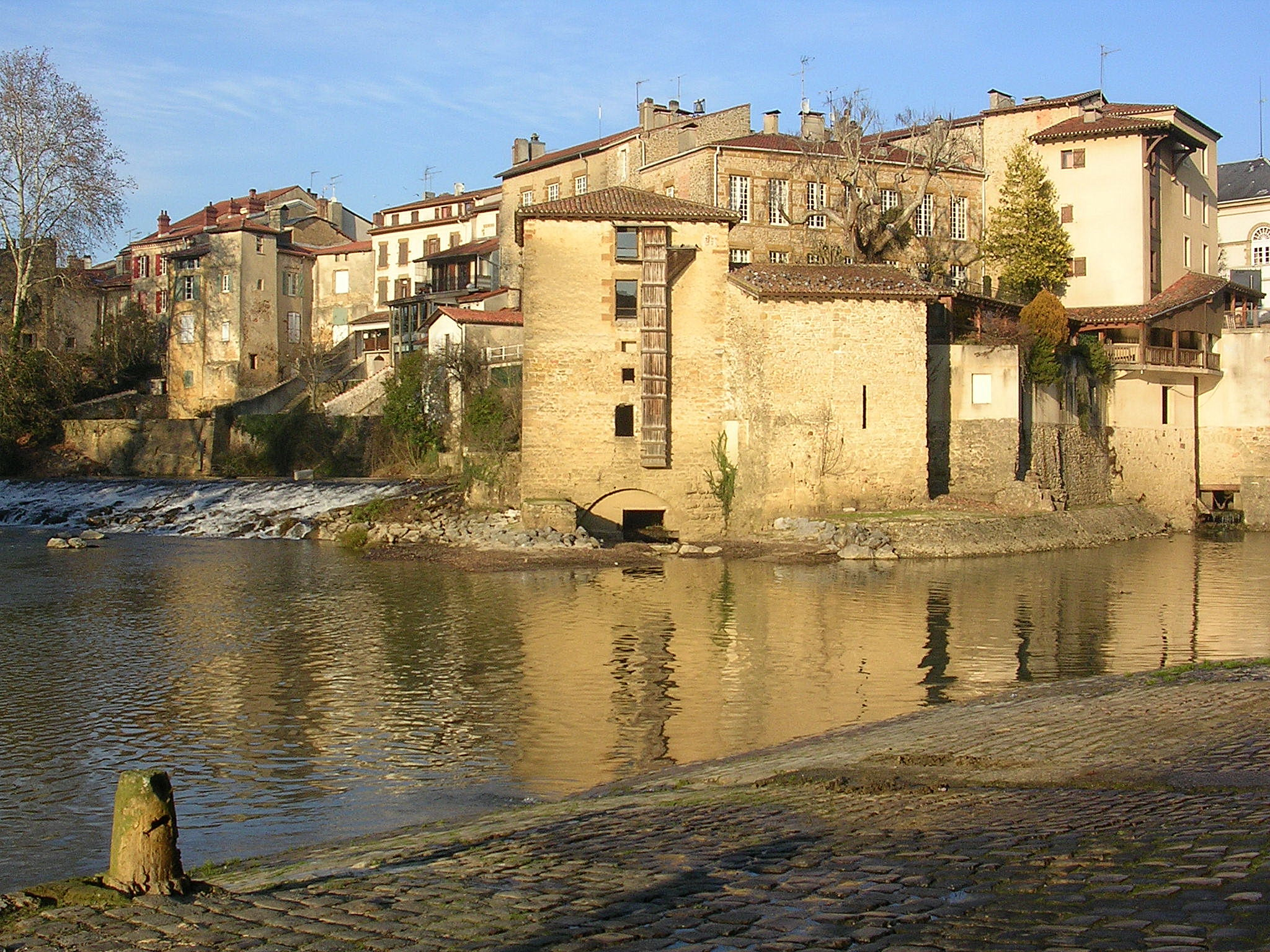
Vista de Mont-de-Marsan

Mont-de-Marsan es una localidad y comuna francesa, capital del departamento de Landas en la región de Nueva Aquitania. Cuenta con una población de 29 554 habitantes (INSEE, 2017). En su área urbana, formada por 47 municipios, alcanza los 68.500 habitantes (2009).

## Toponimia
El nombre oficial de la localidad en francés es Mont-de-Marsan [mɔ̃.də.mar.ˈsã] sin artículo a diferencia del usado en gascón Lo Mont de Marsan [lu.mũⁿ.de.mar.sãⁿ]. Con todo, aunque sea una pronunciación incorrecta y similar a la usada en gascón, existe un uso abundante entre la población local del nombre de Lou Moun.
Sobre el origen del nombre no hay una explicación clara existiendo varias hipótesis que van desde una explicación romana, como Mons Martiani (Monte de Marte), a un origen medieval donde "monte" tendría una acecpción más próxima a "fuerte" o "alto" de la localidad, junto a "Marsan", nombre de origen feudal vinculado al vizcondado de Marsan, localidad situada en Gers, y que habría fundado la ciudad.

## Geografía
Mont-de-Marsan está situada cerca de la costa atlántica, en el suroeste de Francia, en el límite del bosque de las Landas, cerca de la región agrícola de la Chalosse.  
En línea recta dista 713 km de París, 683 km de Valencia, 605 km de Madrid, 570 km de Barcelona, 373 km de Burgos, 257 km de Bilbao, 179 km de Toulouse y 162 km de San Sebastián. 
La ciudad es atravesada por los ríos Douze y Midou que confluten dentro de sus límites formando el río Midouze. Forma parte del Camino de Santiago (Via Lemovicensis).

## Demografía
Posee un área de 36,89 km², con 30 212 habitantes según los datos oficiales de población municipal del INSEE referidos al 1 de enero de 2007.
| 4000 | 2866 | 5256 | 3065 | 4465 | 4082 | 4684 | 4655 | 5210 | 5574 | 8455 | 8138 | 9310 | 10 878 | 11 760 | 12 031 | 11 274 | 11 923 | 12 091 | 10 836 | 12 134 | 11 854 | 13 009 | 14 055 | 17 120 | 20 191 | 24 444 | 26 166 | 27 326 | 28 328 | 29 489 | 30 212 |
| Para los censos de 1962 a 1999 la población legal corresponde a la población sin duplicidades (Fuente: INSEE [Consultar]) |      |      |      |      |      |      |      |      |      |      |      |      |        |        |        |        |        |        |        |        |        |        |        |        |        |        |        |        |        |        |        |

## Lugares de interés
- El Teatro de Mont de Marsan
- Iglesia de la Magdalena

## Hermanamientos
- Alingsås (Suecia, desde 1956).
- Tudela (España, desde 1986).